# Dia Mundial em Memória das Vítimas de Acidentes de Trânsito
O Dia Mundial em Memória das Vítimas de Acidentes de Trânsito ocorre no terceiro domingo de novembro de cada ano como um reconhecimento apropriado às vítimas de acidentes de trânsito e suas famílias. Ele foi iniciado pela instituição de caridade britânica para vítimas de acidentes de trânsito, RoadPeace, em 1993, e foi adotado pela Assembleia Geral das Nações Unidas em 2005.

## História
Em 1993, o primeiro dia de lembrança foi organizado por Brigitte Chaudhry, fundadora da RoadPeace, uma instituição de caridade nacional para vítimas de acidentes rodoviários no Reino Unido. Em 1995, a Assembleia Geral da Federação Europeia de Vítimas de Trânsito Rodoviário (FEVR) acrescentou seu apoio e, em 1998, o evento estava sendo realizado em vários países, incluindo Argentina, Austrália, Israel, África do Sul e Trinidad, além do Reino Unido. A Organização Mundial da Saúde acrescentou seu apoio em 2003 e, em 2005, a Assembleia Geral das Nações Unidas convidou todas as nações a comemorar o dia “como o reconhecimento apropriado das vítimas de acidentes de trânsito e suas famílias”.
Em 2007, foram realizados eventos em 18 países; o dia foi marcado por desfiles à luz de velas em Israel, um encontro multiconfessional na Austrália, apresentações teatrais no México e um seminário no Japão.
Em 2008, foram realizados eventos em 28 países, incluindo Bélgica, Croácia, França, Grécia, Índia, Irlanda, Itália, Japão, Luxemburgo, México, Países Baixos, Filipinas, Polônia, Portugal, Eslovênia, África do Sul, Espanha, Suíça, Uganda, Reino Unido e Estados Unidos.
Em 2009, foram realizados eventos em 30 países. O Ministro dos Transportes do Canadá, John Baird, ofereceu condolências às pessoas afetadas pelas cerca de 3 mil mortes e 200 mil feridos em acidentes de trânsito que ocorrem todos os anos no Canadá. Na Inglaterra, foi realizado um culto na Catedral de Cantuária e na Catedral de Ripon. Cerca de 1 000 pessoas compareceram a um culto no Santuário de Nossa Senhora de Knock, na Irlanda. O Papa Bento XVI orou por “todos os que morreram ou ficaram feridos em acidentes de trânsito”. Também foram realizados cultos em Barbados, na Índia, na Namíbia e em muitos outros lugares.
Em 2015, 15 de novembro, a ex-presidente da FEVR, Brigitte Chaudhry MBE, e o presidente da FEVR, Jeannot Mersch, receberam em 15 de novembro de 2015, em Brasília, o “Prêmio Internacional de Segurança Rodoviária Príncipe Michael de Kent” pela “participação da FEVR na criação, desenvolvimento e promoção do Dia Mundial em Memória das Vítimas do Trânsito Rodoviário nas últimas duas décadas”.

## Cenário na Índia
Entre outros países, a Índia tem mais fatalidades devido a acidentes de trânsito e também está tomando medidas para reduzir o número de acidentes. Houve uma quantidade significativa de eventos de conscientização em todo o país, organizados por várias organizações não governamentais (ONGs) que tomaram iniciativas para evitar acidentes de trânsito; várias delas não conseguiram se manter e apenas algumas continuaram a trabalhar ao nível de campo. Com a “força da lei” que o Supremo Tribunal da Índia concedeu em 2016 para a proteção dos Bons Samaritanos por meio da Lei do Bom Samaritano, os governos estaduais e as ONGs tomaram iniciativas para educar o público sobre isso. Em Tâmil Nadu, uma ONG chamada Thozhan estava tomando diferentes iniciativas, como a Campanha de Conscientização sobre o Trânsito, para transformar o país em uma Nação Livre de Acidentes por meio de formas criativas, com o treinamento “Golden Hour”. A Ordem Governamental foi aprovada pelo governo estadual para essa Lei do Bom Samaritano em meses consecutivos pelos estados, um a um. O “No More” — um encontro do dia da lembrança foi organizado regularmente pela Thozhan, cujo trabalho foi publicado no site oficial do Dia Mundial da Lembrança.

### Comemoração de reuniões
No dia da lembrança, o público se reunirá em um local público ou em um grande salão coberto e o organizador se dirigirá às pessoas e fará um discurso sobre a necessidade do dia. Em seguida, as fotos das vítimas de acidentes serão afixadas em um quadro memorial e a homenagem será prestada por meio do acendimento de uma vela ou de uma homenagem floral. Os pais ou amigos da vítima do acidente compartilharão suas experiências sobre a perda causada pelo acidente e enfatizarão a importância da segurança nas estradas para o público reunido. Em seguida, todos se comprometerão a seguir as regras de trânsito e também a fazer sua parte para evitar que outros acidentes ocorram. Essa reunião também será um local importante para educar o público sobre a Lei do Bom Samaritano e evitar que qualquer outra vítima de acidente morra na estrada devido à demora no tratamento médico ou nos primeiros socorros na Golden Hour.